# جوزفين أوبياجولو أودوماكين
جوزفين «جو» أوبياجولو أوكي-أودوماكين (بالإنجليزية: Josephine "Joe" Obiajulu Okei-Odumakin)‏ هي ناشطة نيجيرية في مجال حقوق المرأة، ورئيسة مبادرة حقوق المرأة من أجل التغيير والحملة من أجل الديمقراطية.

## خلفية عن حياتها
وُلد أودوماكين في زاريا بكادونا في 4 يوليو 1966 وترعرعت في أسرة كاثوليكية. حصلت أودوماكين على درجة البكالوريوس في تعليم اللغة الإنجليزية في عام 1987، وتلتها درجة الماجستير في التوجيه والإرشاد والدكتوراه في تاريخ وسياسة التربية من جامعة إيلورين. اعتُقلت أودوماكين مرارًا بسبب نشاطها، وتم احتجازها 17 مرة خلال الحكم العسكري لإبراهيم بابانجيدا.
شاركت أودوماكين في أكثر من 2000 حالة تم فيها تجاهل حقوق المرأة. وشملت الحالات حالات قتل خارج نطاق القضاء للنساء أو أزواجهن على أيدي الشرطة. تم تجاهل حقوق أطفالهم أيضًا من قبل المدرسة النيجيرية أو حتى سلطات المستشفى.
وفي عام 2013 ،مُنحت أودوماكين جائزة نساء الشجاعة الدولية من وزارة الخارجية الأمريكية. وقد تم منح الجائزة من قِبَل ميشيل أوباما وجون كيري في قاعة دين أتشيسون بوزارة الخارجية الأمريكية احتفالًا باليوم العالمي للمرأة.
شغلت أودوماكين منصب المديرة التنفيذية لمعهد حقوق الإنسان والدراسات الديمقراطية، والرئيسة المؤسسة لمبادرة النساء من أجل التغيير؛ ورئيسة فريق العمل التابع لمنتدى المواطن؛ ورئيسة مركز التغيير في تنمية المجتمع وتوعية الجمهور؛ ورئيسة مركز الديمقراطية التشاركية؛ والمتحدثة باسم ائتلاف منظمات المجتمع المدني في نيجيريا، كمت عُرفت أودوماكين بأنها أيضًا مقاتلة شريرة واجهت تحديات مستمرة ضد انتهاكات حقوق الإنسان، ولها تجارب مروعة في ظل حكم أكثر الأنظمة قمعيةً التي شهدتها نيجيريا.
تزوجت جوزفين من الرفيق يينكا أودوماكين.